# Norwegian International 2006
Die Norwegian International 2006 im Badminton fanden vom 16. bis zum 19. November 2006 in Oslo statt.

## Sieger und Platzierte
| Disziplin    | Gold                            | Silber                                   | Bronze                               |
| ------------ | ------------------------------- | ---------------------------------------- | ------------------------------------ |
| Herreneinzel | Hans-Kristian Vittinghus        | Roslin Hashim                            | Jens-Kristian Leth                   |
| Herreneinzel | Hans-Kristian Vittinghus        | Roslin Hashim                            | Kasper Ipsen                         |
| Dameneinzel  | Sara Persson                    | Anne Marie Pedersen                      | Chloe Magee                          |
| Dameneinzel  | Sara Persson                    | Anne Marie Pedersen                      | Ragna Ingólfsdóttir                  |
| Herrendoppel | Anton Nazarenko Andrey Ashmarin | Christopher Bruun Jensen Morten Kronborg | Anton Sosedov Andrej Zholobov        |
| Herrendoppel | Anton Nazarenko Andrey Ashmarin | Christopher Bruun Jensen Morten Kronborg | Imanuel Hirschfeld Imam Sodikin      |
| Damendoppel  | Imogen Bankier Emma Mason       | Chloe Magee Bing Huang                   | Yvonne Sie Lisa Malaihollo           |
| Damendoppel  | Imogen Bankier Emma Mason       | Chloe Magee Bing Huang                   | Emelie Lennartsson Sophia Hansson    |
| Mixed        | Imam Sodikin Elin Bergblom      | Brian Prevoe Yu Qi                       | Björn Fredriksson Anastasia Kudinova |
| Mixed        | Imam Sodikin Elin Bergblom      | Brian Prevoe Yu Qi                       | Tuomas Nuorteva Maria Väisänen       |